# 乐高侏罗纪世界：秘密展览
《乐高侏罗纪世界：秘密展览》（英語：Lego Jurassic World: The Secret Exhibit）是一部两集電腦動畫电视特辑，也是2015年電影《侏羅紀世界》的前传。